# سدار کرست (نیومکزیکو)
سدار کرست (به انگلیسی: Cedar Crest) یک منطقهٔ مسکونی در ایالات متحده آمریکا است که در شهرستان برنالیو، نیومکزیکو واقع شده‌است. سدار کرست ۸٫۱ کیلومتر مربع مساحت و ۹۵۸ نفر جمعیت دارد و ۲٬۰۰۶ متر بالاتر از سطح دریا واقع شده‌است.